# Gábor Novák
Gábor Novák (Budapeste, 14 de agosto de 1934) é um ex-canoísta húngaro especialista em provas de velocidade.

## Carreira
Foi vencedor da medalha de prata em C-1 10000 m em Helsinquia 1952.